# Мелкишев, Павел Петрович
Павел Петрович Мелкишев (1902—1985) — советский разведчик, генерал-лейтенант инженерно-технической службы.

## Биография
Родился в русской крестьянской семье. Окончил сельскую школу. В РККА с 1920, с 1927 член ВКП(б). Красноармеец с июня 1920 по февраль 1921, затем в бессрочном отпуске до января 1924. Закончил артиллерийскую школу (1924—1927), факультет авиационного вооружения Военно-воздушной академии имени профессора Н. Е. Жуковского (1932—1936). Младший командир, командир взвода, курсовой офицер артиллерийской школы с 1927 по 1932. В РУ РККА (Разведывательном управлении ГШ РККА) — военный инженер, помощник начальника отделения автобронетанковой техники 3-го (военной техники) отдела с август 1936 по сентябрь 1939, начальник 3-го (бронетанкового) и 4-го (авиация) отделений того же отдела по сентябрь 1940, 3-го отделения 4-го отдела по октябрь 1940, 1-го отдела по февраль 1941), в распоряжении по июнь 1941, помощник начальника 2-го отдела по июль 1941.
Вице-консул, исполняющий должность генерального консула СССР в Нью-Йорке под фамилией Михайлов, главный резидент ГРУ Красной армии с июля 1941 по январь 1946. В 1942 некоторое время был главным резидентом в Канаде под прикрытием должности 2-го секретаря посольства.
После окончания Второй мировой войны последовательно становится начальником отдела, заместителем начальника 2-го (агентурная разведка в европейских странах), начальником 4-го управления (агентурная разведка в странах Среднего и Ближнего Востока) ГРУ Генштаба ВС СССР. Руководил разведывательным аппаратом ГРУ в ГДР, выезжал в краткосрочные командировки под именем Фёдора Петровича Малина.
С 1965 в резерве. Некролог опубликован в «Красной звезде» 15 августа 1985.

### Звания
- красноармеец (1920);
- полковник;
- генерал-лейтенант.

### Награды
- два ордена Ленина;
- два ордена Красного Знамени;
- медали.